# モンブラン (1963年生の競走馬)
モンブラン（フランス語: Mont Blanc II、1963年6月2日 - 1981年4月23日）は、白毛で知られるサラブレッドの競走馬。フランスのサルト県で生産され、イギリスで短い競走生活を送った後、フランスに戻って種牡馬となった。

## 生涯
モンブランは1963年6月2日に、サルト県テイエのアドルフ・ベナール (Adolphe Besnard) が経営するドラバール牧場 (ferme de La Barre) で生まれた。ベナールは産駒が真っ白であることを国立種馬飼育場 (Haras nationaux) へ知らせた。誕生翌日には国立種馬飼育場の職員が訪れ、毛色が白いことを確認している。地元ではちょっとした騒ぎとなり、大勢の人が牧場に押しかけて仔馬を見物したり毛をむしったりし、見世物にするためにガラス張りの馬運車を作ろうという者まで現れた。この白い牡馬は1964年8月22日にカルヴァドス県ドーヴィルで売りに出され、ロンドンの実業家サー・チャールズ・クロアが27,000フラン（4,000ユーロ強）で購入した。
モンブランは1966年にリングフィールドパーク競馬場のレースで勝利して競走馬としてのキャリアを開始した。同年4月27日に行われた第158回2000ギニーステークスではカシミールの5着だった。その後出走していたハンデキャップ競走で腱を故障して競走能力を失い、引退した。ピエール・ド・ラ・グランディエール子爵 (vicomte Pierre de la Grandière) が購入し、インブリードによって白馬の品種を作出すべく、種牡馬としてエリザベート・クチュリエ (Elisabeth Couturié) へ預託された。
1981年のおそらく4月23日にモンブランは死んだ。18歳だった。直前にクチュリエが死去し、放置されていたという。
サルト県ル・マンにあるユノディエール競馬場では、本馬を記念したモンブラン賞 (Prix Mont Blanc) が行われている。

## 馬体
モンブランの品種はサラブレッドであり、体高は1.58メートルあった。オメリックによれば、l'administration des haras nationaux français はモンブランを白毛と認めたことはない。一方で、フランス馬術学院 (IFCE; Institut français du cheval et de l'équitation) のデータベースには「白毛」 « Blanc » と登録されている。モンブランの肌は誕生時は全体がピンク色をしていたが、晩年にはメラニンの小さい斑点で覆われるようになった。

## 子孫
モンブランは青い目をした血統不詳のアラブ種の牝馬ファニー (Fanny) と交配し、青い目と白毛を持つ牝馬ブランシュネージュ (Blanche-Neige) が生まれた。翌年同じ配合で白毛の牡馬グラシエ (Glacier) が生まれた。ブランシュネージュが繁殖牝馬となると、再びモンブランと配合（戻し交配）されて白毛のホワイトグローリー (White Glory) が生まれた。オメリックによると後者は気性が極めて悪く、屠殺されたという。白馬の品種を作ろうというこの試みは、クチュリエの死去によって打ち切られた。
モンブランの子孫は全体的に身体が弱かったといい、1974年のコンデ賞 (G3) で3着に入るもパリ大賞典の前に故障したルパナシェブラン (Le Panache Blanc)を除いて競走馬として成功した産駒はいない。
モンブランの血を引く重賞優勝馬として、1995年のウィットブレッドゴールドカップ (G3) で優勝したキャッシュフルール（Cache Fleur、母父がモンブラン、栗毛）と2016年のクラシックチェイス (G3) を優勝したルースブラン（Russe Blanc、母母父がモンブラン、白毛）がいる。特にルースブランはクラシックチェイスを制したときイギリスで現役の唯一の白毛馬であるといわれていた。
他にもモンブランから白毛を受け継いだ馬は残っており、父パスキンフルリ（Pasquin Fleuri、母父がモンブラン）で母がセルフランセのフリア (Furia V) という血統のアングロアラブ（アラブ血量16.02%）であるヴィコントデネージュ（Viconte Des Neiges、登録は駁鹿毛）は種牡馬として供用されている。

## 血統表
モンブランはダーレーアラビアンのサイアーラインに属する。父マーガブ (Murghab) と母ターシャイン (Tharsine) はともに鹿毛のサラブレッドであった。父親のマーガブは1949年のイタリア共和国大統領賞勝ち馬。
| Mont Blanc IIの血統   | Mont Blanc IIの血統                | Mont Blanc IIの血統                | （血統表の出典）                   | （血統表の出典） |
| 父系                  | ゲインズバラ系                     | ゲインズバラ系                     | ゲインズバラ系                     |                  |
| 父 Murghab 1946 鹿毛  | 父の父Arco 1939                    | Singapore                          | Gainsborough                       | Gainsborough     |
| 父 Murghab 1946 鹿毛  | 父の父Arco 1939                    | Singapore                          | Tetrabbazia                        |                  |
| 父 Murghab 1946 鹿毛  | 父の父Arco 1939                    | Archidamia                         | Manna                              | Manna            |
| 父 Murghab 1946 鹿毛  | 父の父Arco 1939                    | Archidamia                         | Archippe                           |                  |
| 父 Murghab 1946 鹿毛  | 父の母Musa 1934                    | Le Capucin                         | Nimbus                             | Nimbus           |
| 父 Murghab 1946 鹿毛  | 父の母Musa 1934                    | Le Capucin                         | Carmen                             |                  |
| 父 Murghab 1946 鹿毛  | 父の母Musa 1934                    | Muci                               | Tetrameter                         | Tetrameter       |
| 父 Murghab 1946 鹿毛  | 父の母Musa 1934                    | Muci                               | Pearl Maiden                       |                  |
| 母 Tharsine 1953 鹿毛 | 母の父Tharsis 1944                 | Plassy                             | Bosworth                           | Bosworth         |
| 母 Tharsine 1953 鹿毛 | 母の父Tharsis 1944                 | Plassy                             | Pladda                             |                  |
| 母 Tharsine 1953 鹿毛 | 母の父Tharsis 1944                 | Terpsichore                        | Massine                            | Massine          |
| 母 Tharsine 1953 鹿毛 | 母の父Tharsis 1944                 | Terpsichore                        | Impératrice                        |                  |
| 母 Tharsine 1953 鹿毛 | 母の母Niphobe 1941                 | Nino                               | Clarissimus                        | Clarissimus      |
| 母 Tharsine 1953 鹿毛 | 母の母Niphobe 1941                 | Nino                               | Azalée                             |                  |
| 母 Tharsine 1953 鹿毛 | 母の母Niphobe 1941                 | Phobie                             | Souviens-toi                       | Souviens-toi     |
| 母 Tharsine 1953 鹿毛 | 母の母Niphobe 1941                 | Phobie                             | Photime                            |                  |
| 母系(F-No.)           | 8号族(FN:8-c)                      | 8号族(FN:8-c)                      | 8号族(FN:8-c)                      | [ § 2 ]          |
| 5代内の近親交配       | Phalaris S5×M5, The Tetrarch S5×S5 | Phalaris S5×M5, The Tetrarch S5×S5 | Phalaris S5×M5, The Tetrarch S5×S5 | [ § 3 ]          |
| 出典                  | 1. 2. 3.                           | 1. 2. 3.                           | 1. 2. 3.                           | 1. 2. 3.         |